# Fink (музикант)

Fink — англійський співак, автор пісень, гітарист, продюсер і діджей, справжнє ім'я Фін Грінолл (Fin Greenall). Народився в Корнуоллі, наразі мешкає в Берліні та Лондоні. З 1997 по 2003 рік займався електронною музикою та працював діджеєм на міжнародному рівні, випустивши в 2000 році дебютний альбом Fresh Produce на лейблі Ninja Tune. Починаючи з 2006 року та виходу альбому Biscuits for Breakfast, назва Fink також стосується записувального та гастрольного тріо, яке очолює сам Грінолл разом з Гаєм Віттакером (бас) та Тімом Торнтоном (ударні).

## Ранні роки
Грінолл народився в 1972 році в Корнуоллі та виріс у Бристолі. Він згадує, що єдиною річчю батька, до якої йому не дозволяли торкатися, була стара акустична гітара Martin. Під час юнацьких років він захоплювався різноманітною музикою, включаючи The Cure, The Smiths, африканську музику та японський хардкор, перш ніж відкрити електронну та танцювальну музику в Університеті Лідса.
Він отримав диплом з історії та англійської мови в Університеті Лідса та разом зі студентськими друзями створив короткотривалий танцювальний гурт EVA. Упродовж 1990-х і початку 2000-х років Грінолл працював у музичній індустрії для різних лондонських лейблів, включаючи Virgin, Def Jam та Sony.

## Музична кар'єра
Серйозна записувальна кар'єра Fink почалася з виходу дебютного синглу "Fink Funk" в 1997 році на дочірньому лейблі Ninja Tune під назвою N-Tone, а потім альбому Fresh Produce в 2000 році.
На середину 2000-х років Грінолл розчарувався в танцювальній музиці та почав звертатися до більш традиційних музичних напрямів. Це привело до випуску альбому Biscuits for Breakfast 2006 року — першого альбому з поточними співавторами Гаєм Віттакером та Тімом Торнтоном. Альбом, побудований навколо блюзового голосу Грінолла, акустичної гітари та живої ритм-секції, допоміг визначити його стиль.
Другий альбом Distance and Time був випущений через Ninja Tune в жовтні 2007 року. Один з треків альбому "If Only" привернув увагу американського співака Джона Ледженда, з яким Грінолл співпрацював над треками для альбому Evolver. Хітовий сингл "Green Light" з André 3000 приніс Fink BMI Award в 2010 році.

## Значні співпраці
Fink співпрацював з багатьма видатними артистами, включаючи Джона Ледженда, Banks та Емі Вайнгаус, з якою він співписав пісню "Half Time", що увійшла до її посмертної колекції Lioness: Hidden Treasures.
Нові альбоми Fink випускаються на його власному лейблі R'COUP'D Records, який спочатку був дочірнім лейблом Ninja Tune, а тепер є незалежним.

## Дискографія

### Студійні альбоми
- Fresh Produce (2002)
- Biscuits for Breakfast (2006)
- Distance and Time (2007)
- Sort of Revolution (2009)
- Perfect Darkness (2011)
- Hard Believer (2014)
- Horizontalism (2015)
- Fink's Sunday Night Blues Club, Vol. 1 (2017)
- Resugram (2017)
- Bloom Innocent (2019)
- Fink - Beauty In Your Wake (2024)

### Лайв-альбоми
- Wheels Turn Beneath My Feet (2012)
- Fink Meets the Royal Concertgebouw Orchestra (2013)

### Міні-альбоми
- Fink Funk (1997)